# Up'n Away – The Album
Az Up'n Away - The Album a német eurodance csapat, a Mr. President debütáló stúdióalbuma, amely 1995. március 25-én jelent meg. Az albumról négy kimásolt kislemez is megjelent. Köztük az Up'n Away, a 4 On the Floor, az I'll Follow the Sun és a Gonna Get Along (Without Ya Now) című. 2022-ben az album hanglemezen is megjelent.

## Számlista
| #   | Cím                                 | Producer(ek) | Hossz |
| --- | ----------------------------------- | ------------ | ----- |
| 1.  | Intro                               |              | 1:20  |
| 2.  | Up'n Away                           |              | 3:53  |
| 3.  | 4 On the Floor                      |              | 3:17  |
| 4.  | On My Mind                          |              | 3:55  |
| 5.  | I Believe                           |              | 3:37  |
| 6.  | Close to You                        |              | 3:22  |
| 7.  | Never Leave Me                      |              | 3:48  |
| 8.  | I'll Follow the Sun                 |              | 3:23  |
| 9.  | Easy Come, Easy Go                  |              | 3:13  |
| 10. | Sweet Lies                          |              | 4:21  |
| 11. | Close to Your Heart                 |              | 3:14  |
| 12. | Gonna Get Along (Without Ya Now)    |              | 2:38  |
| 13. | I Would Die for You                 |              | 3:12  |
| 14. | Keep It Up!                         |              | 3:02  |
| 15. | Outro                               |              | 0:52  |
| 16. | Up'n Away (Peter's Groove Away Mix) |              | 5:58  |

## Slágerlista
| Slágerlista (1995)                            | Legjobb helyezések |
| --------------------------------------------- | ------------------ |
| Finnország (Musiikkituottajat Albumit Top 50) | 4                  |
| Németország (Offizielle Top 100)              | 37                 |
| Magyarország (MAHASZ Top 40 albumlista)       | 11                 |
| Svájc (Schweizer Hitparade Top 100 Albums)    | 38                 |

## Minősítések és eladások
| Régió                          | Minősítés | Eladott példányszám |
| ------------------------------ | --------- | ------------------- |
| Finnország (Musiikkituottajat) | platina   | 46,925              |